# Peter Griffin: Husband, Father… Brother?
Peter Griffin: Husband, Father… Brother? (с англ. — «Питер Гриффин: Муж, отец… брат?») — четырнадцатая серия третьего сезона мультсериала «Гриффины». Премьерный показ состоялся 6 декабря 2001 года на канале FOX.

## Сюжет
Крис начинает разговарить на молодёжном сленге (в стиле чёрных). Питеру это не нравится и он решает рассказать Крису об их ирландском происхождении. Но во время просмотра семейного генеалогического альбома они обнаруживают, что у семьи Гриффинов есть в роду чёрный предок Натаниэл Гриффин, который к тому же был рабом в семье Пердишмитов.
В это время Стьюи заинтересовывается чирлидерами, думая, что у них есть способность контролировать разум людей. Он начинает следить за ними и подслушивать их разговоры, чтобы узнать об их приёмах и завладеть наконец вниманием зрителей на игре в баскетбол.
После того как Питер находит в книге информацию о Нэте, он требует от Картера Пердишмита рисовые батончики в качестве компенсации. Картер думает, что на сленге чёрных рисовые батончики означают деньги, и даёт Питеру 20 тысяч долларов. Питер тратит все деньги на то, чтобы переделать свою комнату, чем очень злит Лоис.
Стьюи, запершись в шкафчике в раздевалке девушек, следит за чирлидерами и видит, как главный чирлидер по имени Синди ругает команду за то, что у них не получилось сделать живую пирамиду. Он думает, что эта пирамида и есть источник энергии, и решает избавиться от Синди и занять её место на верхушке пирамиды на следующей игре.
На этой же игре и чёрное, и белое сообщества отворачиваются от Питера, а Стьюи в это время похищает Синди, связывает её, затыкает рот кляпом и прячет её в мужском туалете. Переодевшись в её одежду, Стьюи пытается контролировать аудиторию, но пирамида рушится, и Стьюи роняет мегафон. Питер поднимает его и говорит зрителям, что он осознал свою ошибку и что он собирается поделиться деньгами со своими братьями, после чего начинает разбрасывать свои деньги. Когда он видит, что деньги собирают и белые люди, он говорит, что имел в виду только чёрных, но потом решает, что «не важно, чёрный ты или белый, имеет значение только зелёный цвет».
В конце серии Куагмир находит беспомощную Синди в туалете и произносит: «Дорогой дневник… Повезло!» («Dear diary… Jackpot!»).

## Создание
Автор сценария: Мэтт Уэйцман и Майк Баркер.
Режиссёр: Скотт Вуд.